# Sylvain van de Weyer

Sylvain van de Weyer 1874, kurz vor seinem Tod

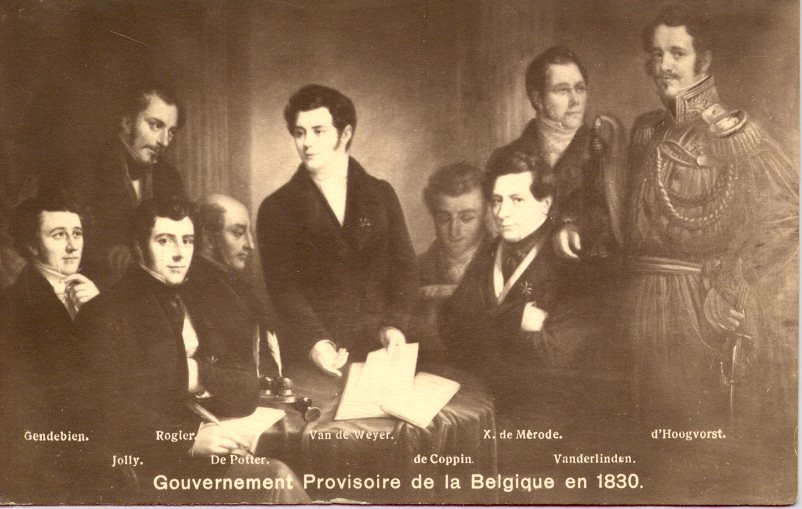
Sylvain van de Weyer (Mitte stehend) als Mitglied der vorläufigen Regierung Belgiens 1830

Sylvain van de Weyer

Sylvain van de Weyer (* 19. Januar 1802 in Löwen; † 23. Mai 1874 in London) war ein belgischer Staatsmann.
Er studierte in Löwen Rechtswissenschaften und ließ sich anschließend als Rechtsanwalt nieder, ehe er zum Stadtbibliothekar von Brüssel, Konservator des burgundischen Archivs und Professor am Museum ernannt wurde. Als einer der Führer der Opposition gegen die Regierung des Vereinigten Königreiches der Niederlande und als Mitredakteur der oppositionellen Zeitung Courrier des Pays-Bas verlor er diese Stellen aber wieder.
Beim Ausbruch der belgischen Revolution 1830 versuchte er vor allem die Nation vor Anarchie zu bewahren. Er wurde zum Mitglied der Sicherheitskommission und dann der provisorischen Regierung ernannt. Bei der Bildung eines diplomatischen Ausschusses wurde van de Weyer zu dessen Präsidenten und am 26. Februar 1831 zum Außenminister ernannt. Sein politisches Wirken war gegen die französische Partei gerichtet, die einen Anschluss Belgiens an Frankreich befördern wollte. Er setzte sich für die Wahl des Prinzen Leopold zum König der Belgier ein. Nachdem dieser den Thron bestiegen hatte, wurde er zum außerordentlichen Gesandten am Londoner Hof und später bei der Londoner Konferenz ernannt.
Diese Stellung hatte er inne, bis er 1845 an die Spitze des neuen Kabinetts berufen und mit dem Innenministerium betraut wurde. Als Ministerpräsident vermochte er es nicht, die beiden rivalisierenden Parteien der Liberalen und der Katholiken zu versöhnen; so trat er schon nach einem Jahr zurück.
Anschließend übernahm er wieder den Gesandtschaftsposten in London, den er erst 1867 niederlegte.